# Théorie de la cohérence temporelle
 (septembre 2024).
- Si vous ne connaissez pas le sujet, laissez ce bandeau (vous pouvez alors contacter les auteurs).
- Si vous supprimez le contenu mis en cause (vous pouvez préalablement contacter les auteurs),

argumentez précisément cette suppression dans la page de discussion
(un manque de référence n'est pas un argument ; une recherche réelle de référence doit avoir été effectuée, être formellement documentée).
 (septembre 2024).
Si vous disposez d'ouvrages ou d'articles de référence ou si vous connaissez des sites web de qualité traitant du thème abordé ici, merci de compléter l'article en donnant les références utiles à sa vérifiabilité et en les liant à la section « Notes et références ».
La théorie de la cohérence temporelle permet de mettre en évidence les relations existantes entre la politique et l’économie. 
Elle s’explique du fait que les gouvernements sont tentés d’intervenir selon les variations économiques à court terme, pénalisant leur politique économique de long terme. Considérons un décideur de politique économique dont la décision s’appliquera sur plusieurs mandats électoraux. Il va donc déterminer en t + j un instrument de politique économique dont les effets se feront sentir jusqu’en t + s. 
Πt+s (t + j) où j < s
Cette décision est en principe optimale au moment où elle est prise. Chaque politique suivie, quel que soit la période où elle a été décidée, doit conserver les mêmes effets si trois conditions sont remplies : 
1. Pas de changement dans les préférences,
2. Pas de choc macroéconomique (exogène),
3. Pas de modification de la technologie sous-jacente[1].

Nous avons alors : Πt+s (t+ j) = Πt+s (t+ j+1), où j < s / j + 1 < s
Malgré ces hypothèses, il y a des cas où les résultats diffèrent à la suite de changement de mandat électoral. 
On a donc : Πt+s (t+ j) = Πt+s (t+ j+1) où j < s / j+1 < s
Il est à savoir que s’il y a des modifications dans les politiques, c’est dans le but d’améliorer le bien-être des agents, bien qu’il fût promis de s’en tenir à une politique définie préalablement. 

## La naissance de la théorie
« Il semblerait que la pratique courante, qui consiste à choisir la meilleure politique pour la situation en cours, soit amenée à évoluer vers une politique cohérente à défaut d’optimale. » - Kyland et Prescott, pères de la théorie de la cohérence temporelle.
La théorie de la cohérence temporelle a servi principalement dans les années 1970, à la suite de l’apparition de la stagflation. En raison de l’inflation et de la hausse du chômage, les élus d’époque ont dû instaurer des politiques monétaires. Ces nouvelles orientations politiques ont causé la décélération de l’activité économique. 

### Exemple
Dans le cadre d’une politique monétaire et fiscale, le gouvernement maintient un niveau d’inflation bas et, généralement, les travailleurs et les entreprises réclament une hausse de salaire. Après quelque temps, l’État peut être dans l’obligation de mettre en place une politique contraire, dans plusieurs buts précis, comme la baisse du taux de chômage.
À court terme, cette stratégie peut fonctionner, mais très vite les acteurs économiques s’y adaptent, provoquant alors une hausse du chômage et de l’inflation.